# Signifiant (psychanalyse)
Pour les articles homonymes, voir Signifiant.
Le signifiant est un concept clef de l'édifice théorique de Jacques Lacan. Il emprunte le terme à la linguistique et plus précisément à Ferdinand de Saussure, selon qui le signifiant est l’empreinte psychique (l'image acoustique) d'un son et l'une des deux parties du signe linguistique, l'autre étant le signifié qui renvoie au concept. Mais à la différence de Saussure, pour Lacan, dans une perspective psychique, c'est le signifiant qui prime sur le signifié. Toutefois, Saussure lui-même ne mentionne aucune primauté de l'un des deux éléments sur l'autre dans le signe : ils sont chez ce dernier dans une relation d'implication mutuelle. À partir de la redéfinition lacanienne du terme, le signifiant devient en psychanalyse la composante, consciente ou inconsciente, du langage qui oriente le devenir d'un individu, ses discours et ses actes, autrement dit, il est « l'élément significatif du discours (conscient ou inconscient) qui détermine les actes, les paroles et la destinée d'un sujet et à la manière d'une nomination symbolique ».

## De la linguistique à la psychanalyse

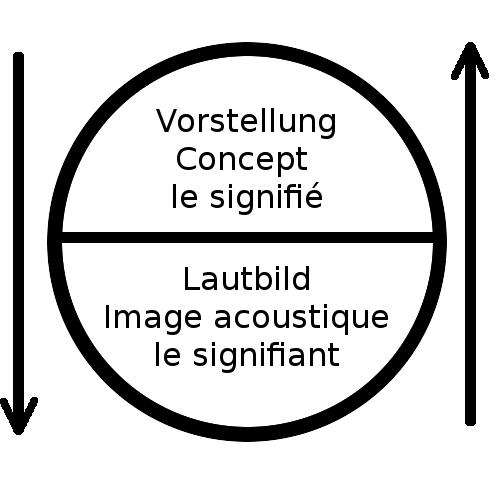

Ferdinand de Saussure, expose dans son Cours de linguistique générale, publié en 1916 et qui sera la base de la linguistique structurale, une théorie du signe linguistique dont il montre la division en deux parties : le signifiant comme image acoustique et le signifié comme le concept même. Saussure utilise l'exemple du mot « cheval », qui n'est pas lié en tant que tel à un cheval réel mais renvoie à l'idée de cheval — son concept — et à un son (ʃ(ə)val) — le signifiant. Dès lors, le signe linguistique est-il le lien « arbitraire » entre « non pas un nom et une chose, mais un concept et une image acoustique ».
Saussure montre également que le signe entretient au sein de la langue des rapports avec d'autres signes, ce qu'il appelle la « valeur » et qui est définie comme suit : « un terme n’acquiert sa valeur que parce qu’il est opposé à ce qui précède ou ce qui suit, ou à tous les deux. ». Dès lors le signe est-il défini de façon différentielle, c'est-à-dire par opposition avec d'autres signes. Saussure met ainsi en évidence que le langage est une structure, essentiellement différentielle.
C'est précisément cette conception du langage comme structure qui va intéresser Lacan, dont le but consiste à montrer que l’inconscient au sens de Freud relève du langage et d'une structure dont le modèle se trouve du côté de la linguistique saussurienne, et plus précisément, que la deuxième topique n'appartient ni à la biologie, ni à la psychologie. Afin de mettre au point sa théorie du signifiant, Lacan s'intéresse également au travail de Lévi-Strauss autour du symbolique puis aux avancées du linguiste Roman Jakobson qui lui permettra de « donner un statut logique à la théorie du signifiant ».

## «La Lettre volée»
C'est à travers le commentaire sur « La Lettre volée », une nouvelle d'Edgar Poe, que Lacan expose sa théorie du signifiant, dans son séminaire du 30 mai 1955 (et qui servira également de texte inaugural de son principal ouvrage théorique, les Écrits, publiés en 1966).

## Rapport à l'inconscient
Tzvetan Todorov a reproché à Saussure de ne pas reconnaître les faits symboliques dans la langue, prise comme ensemble de signes arbitraires. Ainsi pour Victor Henry, « le langage est le produit de l’activité inconsciente d’un sujet conscient ».
Par exemple, la glossolalie sanscritoïde ou « martienne » d'Hélène Smith, publiée par le psychologue Théodore Flournoy qui avait déjà montré dans son livre, que cette glossolalie suivait la grammaire française, intriguait les milieux linguistiques au début du XXe siècle. Henry, s'attaquant au vocabulaire de la glossolalie, prospectera et découvrira dans cette glossolalie « un travestissement enfantin du français » grâce à des analogies auditives, qui résultent de procédés inconscients du langage. Cependant, les analyses d'Henry sont considérées comme peu crédibles, par des linguistes tel que de Saussure (qui les appela des folichonneries), Roman Jakobson ou Marina Yaguello.
Sigmund Freud affirme au début du XXe siècle que « c'est par la langue que l’essentiel se révèle. Comprendre, c’est zurückführen, littéralement conduire en arrière, ramener la langue vers son fondement, cette Grundsprache, langue des profondeurs, ou Seelesprache, langue de l'âme ». Dans La Science des rêves, Freud annonce que le rêve est un rébus et qu'il faut l’entendre à la lettre. Cette structure à base de lettres ou de phonèmes, qui articule le signifiant dans le discours, est un élément dynamique du rêve, telle la figure de « l'homme à tête de virgule ».
Pour Jacques Lacan, par qui la notion de signifiant est passé de la linguistique à la psychanalyse dans les années 1960, « les images du rêve ne sont à retenir que pour leur valeur de signifiant », comme résolution du rébus élaboré dans le rêve.
Ainsi, le signifiant l'emporte sur le signifié.
Le franchissement de la barre entre signifié et signifiant se fait pour Lacan par le jeu des signifiants entre eux, chez chaque individu, avec un glissement incessant du signifié sous le signifiant qui s’effectue en psychanalyse par les formules de la métonymie et de la métaphore, qu’il nomme « lois du langage » de l'inconscient…. Lacan affirme que « l'inconscient ne connaît que les éléments du signifiant », qu'il est « une chaîne de signifiants qui se répète et insiste », qui opère « sans tenir compte du signifié ou des limites acoustiques des syllabes » ; Lacan écrit que « l'inconscient est structuré comme un langage ». Il poursuit en avançant que « l'inconscient est pure affaire de lettre, et comme tel, à lire » et précise que « tout découpage du matériau signifiant en unités, qu'elles soient d'ordre phonique, graphique, gestuel ou tactile, est d'ordre littéral »[réf. nécessaire]. La fonction des signifiants est d'induire dans le signifié la signification, en lui imposant leur structure.